# Буккенгоф
Буккенгоф (нім. Buckenhof) — громада в Німеччині, розташована в землі Баварія. Підпорядковується адміністративному округу Середня Франконія. Входить до складу району Ерланген-Гехштадт. Складова частина об'єднання громад Уттенройт.
Площа — 1,38 км2. Населення становить 3048 ос. (станом на 31 грудня 2020).

## Галерея

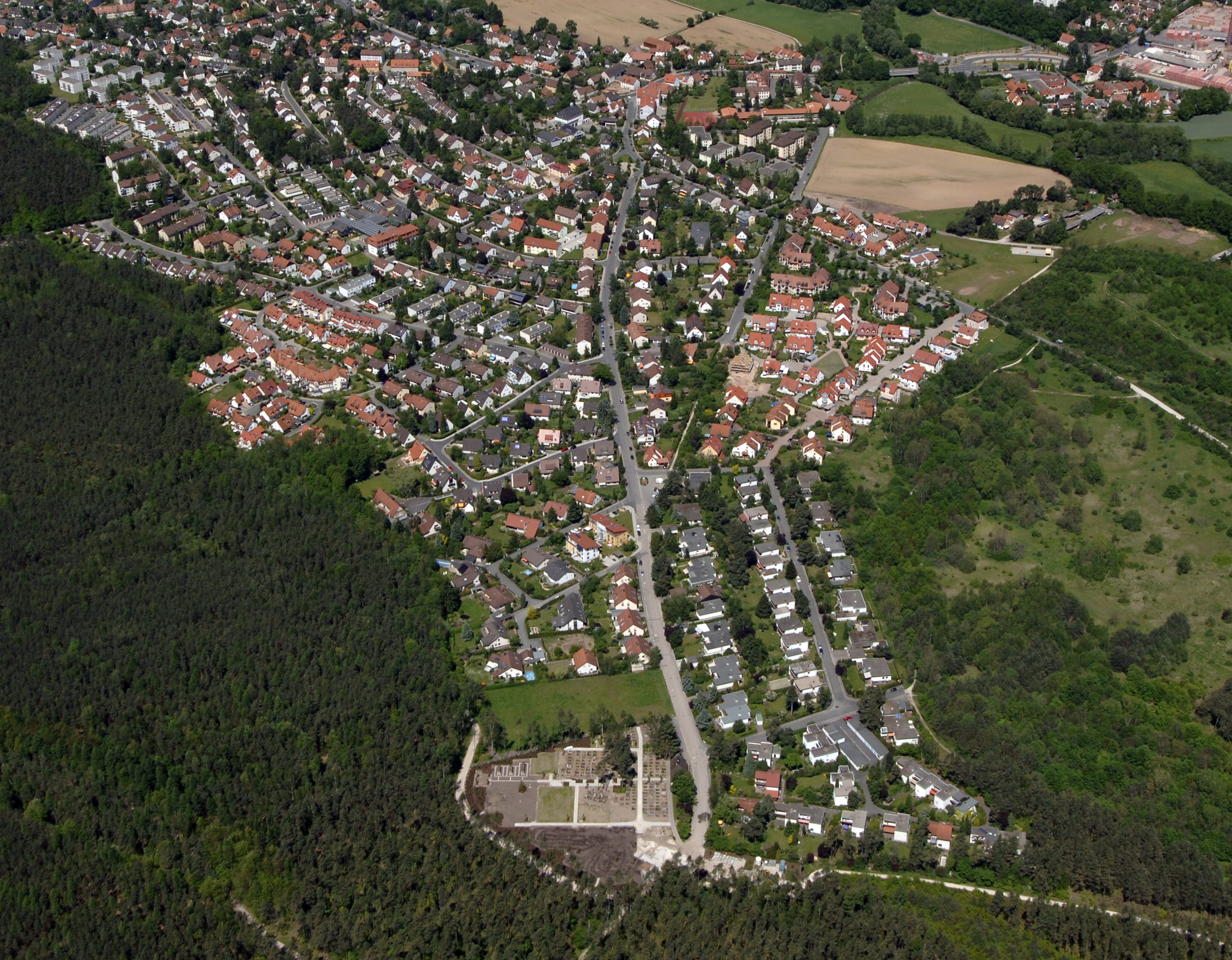
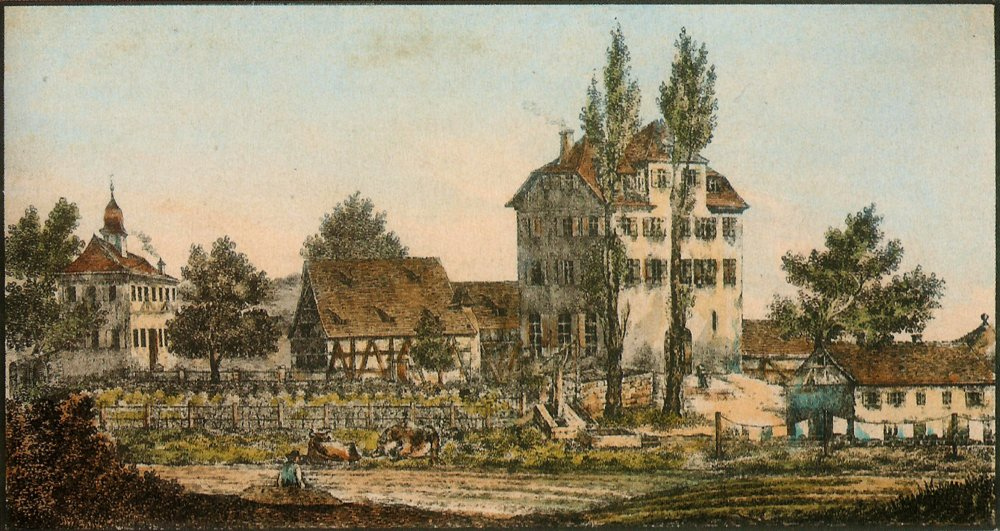
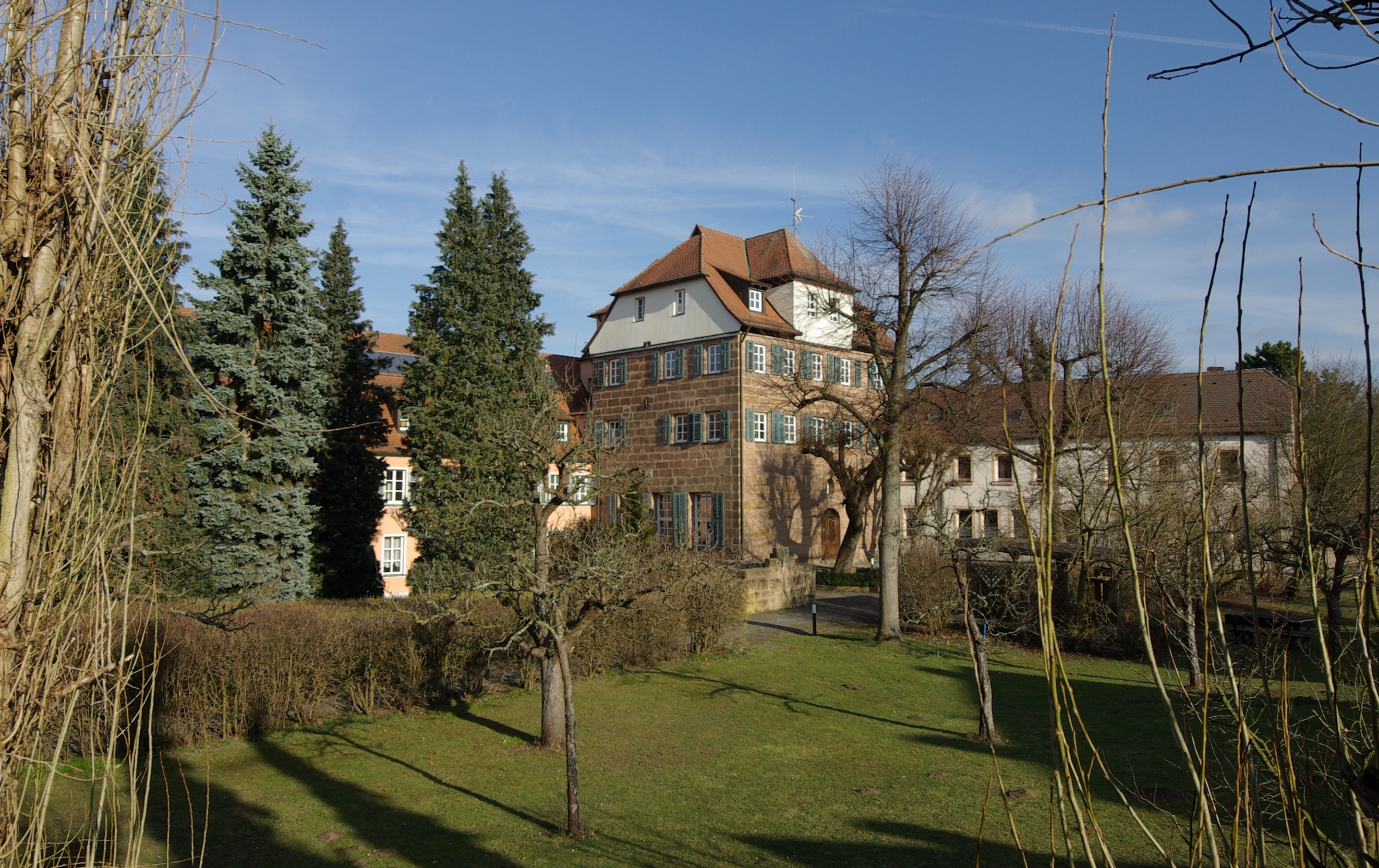
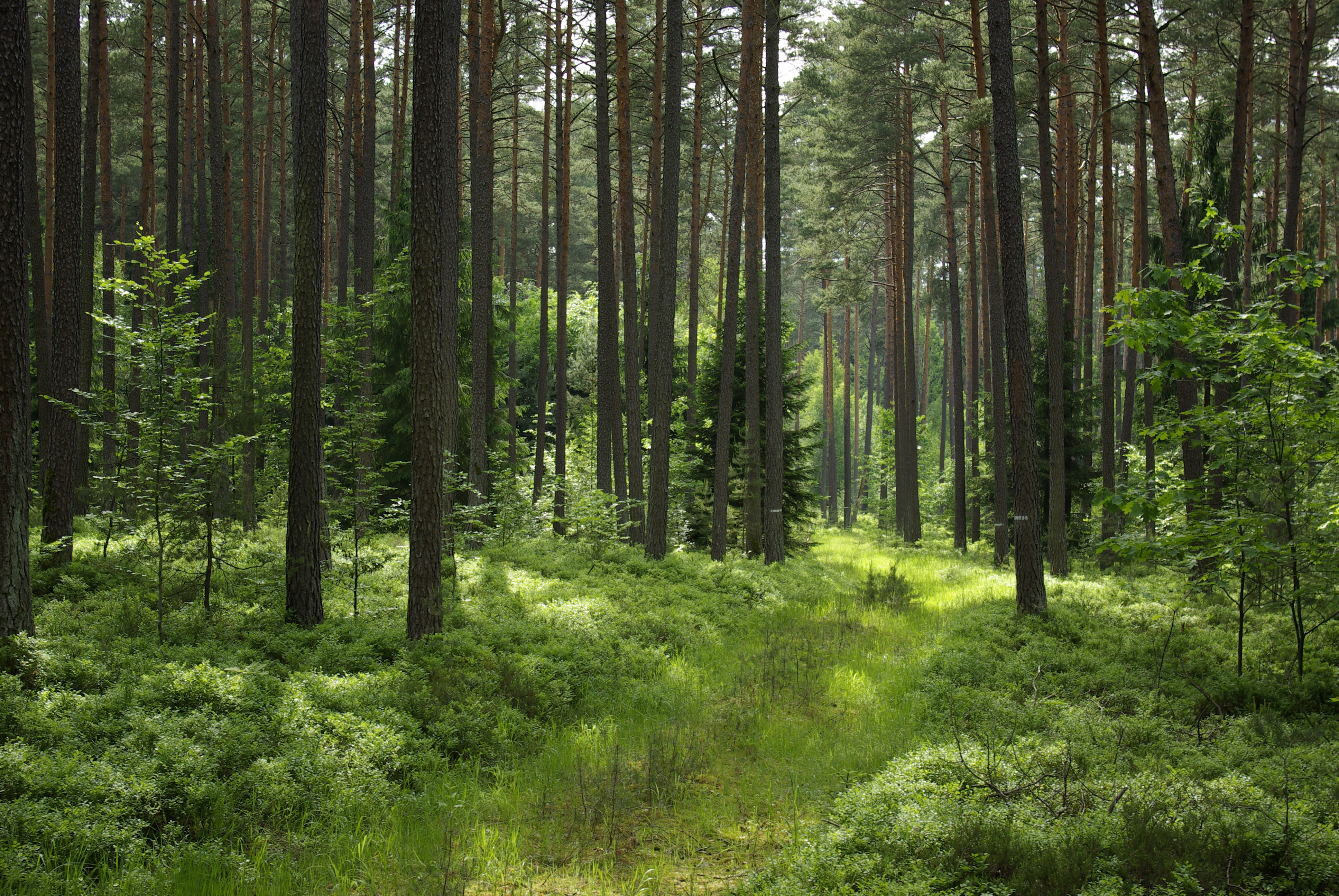